# Claude Chappe

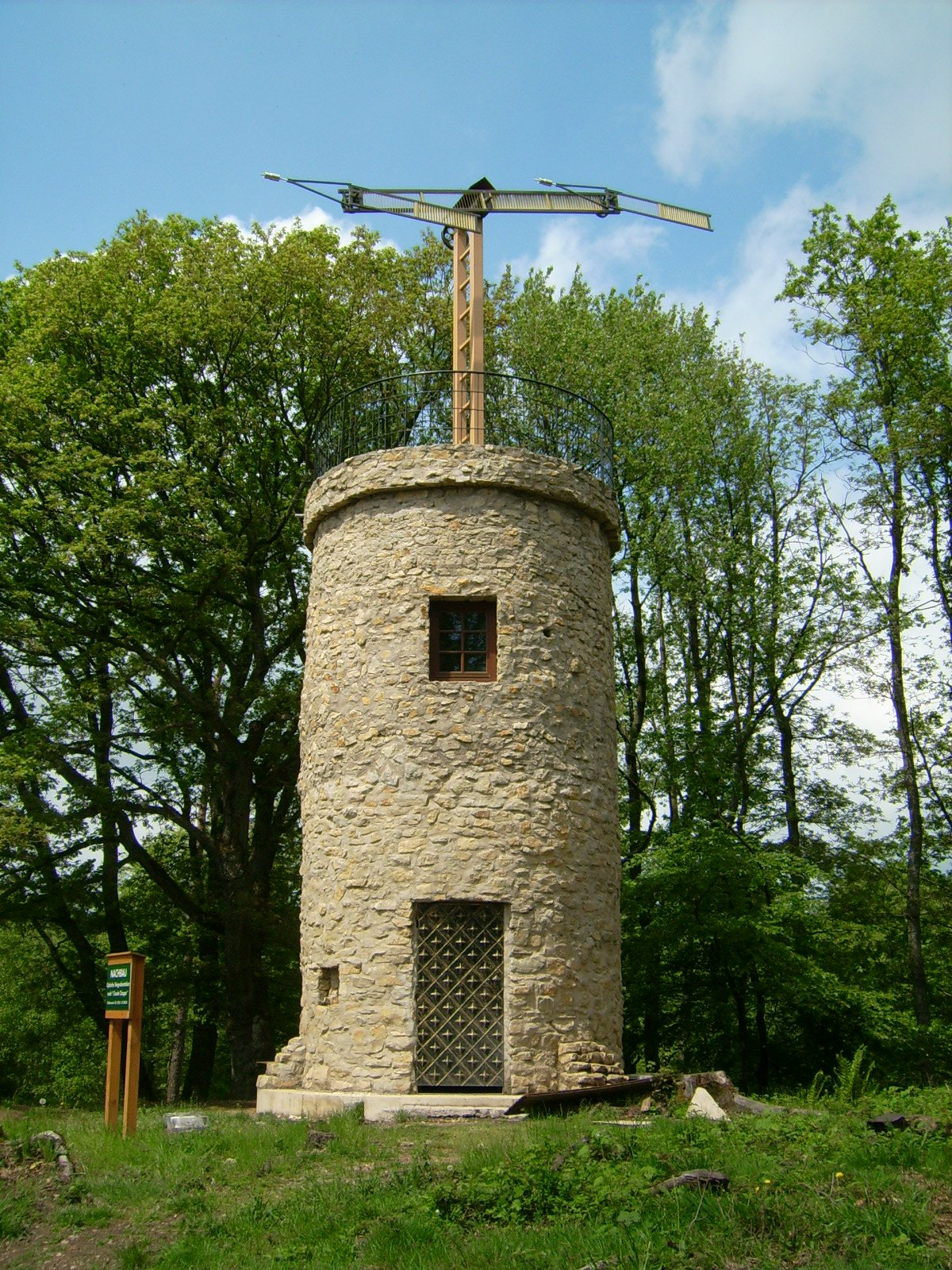
Claude Chappe optikai telegráfja Litermont-nál, Nalbach közelében

Claude Chappe (Brûlon (Sarthe), 1763. december 25. – Párizs, 1805. január 23.) francia feltaláló. 1792-ben mutatta be társaival közösen fejlesztett, a gyakorlatban is jól használható szemaforrendszerét, ami hamarosan behálózta egész Franciaországot.

## Életrajz és az optikai távíró fejlesztése
Chappe a franciaországi Brûlon-ban született, egy francia báró unokájaként. Papi hivatalt vállalt, ám kényelmes állását a francia forradalom idején elveszítette. Ekkor bátyjaival elhatározták, hogy terveznek egy jól használható szemaforos jeltovábbító rendszert. (Az ilyen rendszerek ötlete már az ókorban is felmerült, de sohasem valósult meg.)
Claude bátyja, Ignace Chappe (1760-1829) a forradalom idején tagja volt a Törvényhozó Nemzetgyűlésnek, így az ő segítségével sikerült támogatáshoz jutniuk a Párizstól Lille-ig húzódó (kb. 200 km), 15 közvetítő állomásból álló vonal kiépítéséhez.
A Chappe testvérek végső tervében a  szemafornak két karja volt (ún. jelzők), melyeket egy keresztrúd (ún. szabályozó) kötött össze. Az ellensúllyal felszerelt, rácsos szerkezetű, feketére festett karok 4-10 méter hosszúak voltak, melyeket az őrházból két fogantyú segítségével mozgattak. A közvetítő állomásokat egymástól 12-25 kilométerre építették fel, és tetejükről távcsővel figyelték a szomszéd állomások jelzéseit.
Mindegyik jelző hét pozícióban állhatott, a szabályozó pedig négyben, így összesen 196 különböző kombinációt lehetett beállítani rajtuk. A kombinációk nagy száma az ábécé kis- és nagybetűinek továbbításán kívül arra is lehetőséget adott, hogy a leggyakrabban használt szavak külön jelet kapjanak, ami sokat gyorsított az üzenetek átküldésén.
1792-ben küldték át az első üzenetet Párizs és Lille között.
1794-ben a szemafor vonalon keresztül egy órán belül értesültek a párizsiak arról, hogy a francia hadsereg visszafoglalta Condé városát az osztrákoktól.
Ezek után újabb vonalakat építettek ki: például Párizs és Toulon között, és a rendszer más európai országok is használni kezdték.
1805-ben Claude Chappe Párizsban öngyilkosságot követett el, kivetette magát hotelszobájának ablakán. Oka betegsége és riválisai vádaskodása miatti depressziója volt: plagizálással vádolták, azt állítva, hogy a katonai szemafor rendszer valójában nem is a saját ötlete volt. (Halálakor már 2000 kilométernyi szemafor hálózat volt Franciaországban.)
1812-ben Chappe testvérei mozgatható szemaforos rendszert fejlesztettek ki, amelyet még a krími háború (1853-1856) idején is használtak.
1846-ban a francia kormány elkötelezte magát az új elektronikus távíró vonalak kiépítése mellett, ám az csak 1853-ban lépett véglegesen a szemafor rendszer helyébe.
1852-ben már 4800 kilométert tett ki a teljes hálózat, amely 555 őrház segítségével a 29 legnagyobb várost kötötte össze Párizzsal. Ekkorra már nemcsak államigazgatási célokra használták a távíróvonalakat, hanem a kereskedelmi, üzleti információk egy részét is így továbbították - a vonalak szinte teljes kihasználtsággal működtek. Az üzeneteket rejtjelezték, hogy a távírászok se elolvasni, se megváltoztatni ne tudják azokat.

## Érdekesség
Id. Alexandre Dumas a Monte Cristo grófja című regényében nagyon jól mutatja be a Chappe-féle szemaforrendszert. (A gróf megvesztegette az alulfizetett kezelőt, hogy hamis üzenetet továbbítson.)